# Ferdinand von Bauer
Ferdinand von Bauer (ur. 7 marca 1825 we Lwowie, zm. 26 lipca 1893 w Wiedniu) – oficer Armii Austro-Węgier w stopniu feldzeugmeistra, w latach 1888-1893 minister wojny Austro-Węgier.

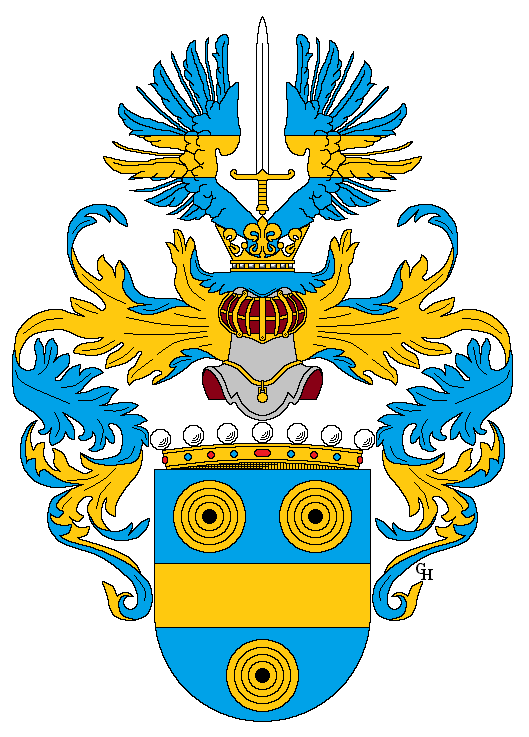
Herb Freiherra von Bauera.

## Życiorys
W 1841 roku ukończył Akademię Inżynieryjną w Wiedniu i rozpoczął służbę w korpusie inżynieryjnym Armii Austro-Węgier. W 1848 roku w trakcie Wiosny Ludów uczestniczył w bombardowaniu Lwowa oraz w pacyfikacji Węgier wraz z armią rosyjską. W 1850 roku kapitan (niem. Hauptmann) Bauer został przydzielony do 31. Pułku Piechoty, a po awansie na stopień majora w 1854 roku przeniesiony został do 48. Pułku Piechoty. Wraz z tą jednostką wziął udział w walkach we Włoszech w trakcie wojny austriacko-piemonckiej w 1859 roku. Uczestniczył w krwawej bitwie pod Solferino i za bohaterstwo podczas walk otrzymał Krzyż Zasługi Wojskowej. W 1860 roku awansowany na podpułkownika (niem. Oberstleutnant) i przeniesiony do 60. Pułku Piechoty. Już w następnym roku powrócił do 48. Pułku i został jego dowódcą. Podczas wojny prusko-austriackiej walczył w bitwie pod Custozą. Podczas starcia dowodzona przez niego jednostka skutecznie odparła włoskie ataki i chiała przejśc do kontrataku jednak uniemożliwiła jej to decyzja dowodzącego w bitwie arcyksięcia Albrechta Fryderyka, który rozkazał podległym mu oddziałom przegrupowanie. W 1868 roku został awansowany na stopień generała majora (niem. Generalmajor) oraz objął dowództwo nad 17. Dywizją Piechoty w Temeszewarze. Będąc na stanowisku dowódcy brygady w Innsbrucku odpowiadał za przygotowania manewrów w garnizonie w Bruck an der Leitha w 1873 roku, na których Armia Austro-Węgierska ćwiczyła nowy styl walki piechoty. W następnym roku został awansowany na stopień marszałka polnego porucznika (niem. Feldmarschalleutnant) i został dowódcą centralnego kursu strzeleckiego w Wiedniu. W 1879 roku objął dowództwo nad 7. Korpusem w Hermannstadt i na tym stanowisko został awansowany do stopnia generała artylerii (niem. Feldzeugmeister) w listopadzie 1881 roku. Następnie, w 1883 roku, został mianowany komendantem 2. Korpusu w Wiedniu. Pełnił tę funkcję do 1888 roku kiedy został ministrem wojny Austro-Węgier. W trakcie jego kadencji na tym stanowisku Armia Austro-Węgier przeszła znaczącą reorganizację. Utworzono między innymi nowy Korpus w Galicji oraz stanowisko Generalnego Inspektora Piechoty. Uzupełniono również stan osobowy 81 batalionów piechoty, tak aby był zgodny z założeniami pokojowej reorganizacji armii. Z jego inicjatywy powstały trzy nowe dywizje kawalerii oraz pięć nowych dywizji artylerii. Przeprowadzono również modernizację wyposażenia armii wprowadzając do użytku pierwsze karabiny powtarzalne Mannlicher. Zmarł w 1893 roku po krótkiej chorobie. Od 1883 roku był szefem 84. Pułku Piechoty.

## Odznaczenia
Odznaczenia von Bauera to między innymi:
- Krzyż Wielki Orderu Leopolda
- Kawaler Orderu Korony Żelaznej I klasy
- Kawaler Orderu Leopolda z dekoracją wojenną
- Krzyż Zasługi Wojskowej z dekoracją wojenną
- Medal Zasługi Wojskowej na czerwonej wstędze
- Krzyż Wielki Orderu Orła Czerwonego w brylantach (Prusy)
- Order Królewski Korony I klasy (Prusy)
- Krzyż Wielki Orderu Zasługi Wojskowej (Bawaria)
- Krzyż Wielki Orderu Alberta ze złotą gwiazdą (Saksonia)
- Komandor Krzyża Wielkiego Orderu Miecza (Szwecja)
- Krzyż Wielki Orderu Gwiazdy Rumunii (Rumunia)
- Order Krzyża Takowy I klasy (Serbia)
- Order Lwa i Słońca I klasy (Persja)
- Wielka Wstęga Orderu Wschodzącego Słońca (Japonia)
- Krzyż Wielki Orderu Daniły I (Czarnogóra)